# 犬山市指定文化財一覧
犬山市指定文化財一覧（いぬやまししていぶんかざいいちらん）は、愛知県犬山市指定の文化財を一覧化したものである。

## 有形文化財
| 種別   | 名称                                  | 指定年月日                 | 所有者又は管理者           |
| ------ | ------------------------------------- | -------------------------- | -------------------------- |
| 絵画   | 常福寺開基画像                        | 1979年（昭和54年）12月25日 | 常福寺                     |
| 絵画   | 犬山祭行粧絵巻                        | 1979年（昭和54年）12月25日 | 個人                       |
| 絵画   | 釈迦三尊像図                          | 1985年（昭和60年）12月26日 | 徳授寺                     |
| 絵画   | 楊柳観音像図                          | 1985年（昭和60年）12月26日 | 徳授寺                     |
| 絵画   | 蘆葉達磨図                            | 1985年（昭和60年）12月26日 | 徳授寺                     |
| 絵画   | 血達磨の図                            | 1985年（昭和60年）12月26日 | 瑞泉寺                     |
| 絵画   | 維摩の図                              | 1985年（昭和60年）12月26日 | 瑞泉寺                     |
| 絵画   | 文珠普賢図（双幅）                    | 1985年（昭和60年）12月26日 | 瑞泉寺                     |
| 絵画   | 千手観音二十八部衆像                  | 2004年（平成16年）12月13日 | 寂光院                     |
| 絵画   | 道昭和尚画像                          | 2004年（平成16年）12月13日 | 寂光院                     |
| 絵画   | 織田信長画像                          | 2004年（平成16年）12月13日 | 寂光院                     |
| 絵画   | 継鹿尾山図                            | 2004年（平成16年）12月13日 | 寂光院                     |
| 絵画   | 長篠・長久手合戦図                    | 2009年（平成21年）5月20日  | 公益財団法人犬山城白帝文庫 |
| 彫刻   | 木造大日如来座像                      | 1979年（昭和54年）12月25日 | 陽徳寺                     |
| 彫刻   | 懸け仏                                | 1979年（昭和54年）12月25日 | 大泉寺                     |
| 彫刻   | 円空仏 阿弥陀如来立像                 | 1985年（昭和60年）12月26日 | 圓明寺                     |
| 彫刻   | 円空仏 釈迦牟尼佛座像                 | 1985年（昭和60年）12月26日 | 妙感寺                     |
| 彫刻   | 円空仏 聖観世音立像                   | 1985年（昭和60年）12月26日 | 徳授寺                     |
| 工芸品 | 犬山焼今井窯 渋紙手油壺               | 1979年（昭和54年）12月25日 | 一般財団法人岩田洗心館     |
| 工芸品 | 犬山焼今井窯 水瓶                     | 1979年（昭和54年）12月25日 | 個人                       |
| 工芸品 | 犬山焼今井窯 灰釉茶入                 | 1979年（昭和54年）12月25日 | 個人                       |
| 工芸品 | 犬山焼今井窯 飴釉茶壺                 | 1979年（昭和54年）12月25日 | 個人                       |
| 工芸品 | 犬山焼今井窯 黄瀬戸酒壺               | 1979年（昭和54年）12月25日 | 個人                       |
| 工芸品 | 犬山焼今井窯 おろし目鉢               | 1979年（昭和54年）12月25日 | 個人                       |
| 工芸品 | 犬山焼今井窯 瀬戸黒茶盌               | 1979年（昭和54年）12月25日 | 個人                       |
| 工芸品 | 犬山焼丸山窯 祥瑞写青華磁器唐草文風炉 | 1979年（昭和54年）12月25日 | 個人                       |
| 工芸品 | 犬山焼今井窯 水指                     | 1979年（昭和54年）12月25日 | 個人                       |
| 工芸品 | 犬山焼丸山窯 狛犬                     | 1979年（昭和54年）12月25日 | 満蔵院                     |
| 工芸品 | 犬山焼丸山窯 瓶子                     | 1979年（昭和54年）12月25日 | 満蔵院                     |
| 工芸品 | 薙刀                                  | 1979年（昭和54年）12月25日 | 個人                       |
| 工芸品 | 洲浜牡丹双鳥鏡                        | 1979年（昭和54年）12月25日 | 専念寺                     |

## 無形文化財
| 種別     | 名称         | 指定年月日                 | 所有者又は管理者   |
| -------- | ------------ | -------------------------- | ------------------ |
| 民俗芸能 | 塔野地獅子舞 | 1985年（昭和60年）12月26日 | 塔野地獅子舞保存会 |

## 民俗文化財
| 種別           | 名称               | 指定年月日                 | 所有者又は管理者 |
| -------------- | ------------------ | -------------------------- | ---------------- |
| 無形民俗文化財 | 木曽川犬山鵜飼漁法 | 1985年（昭和60年）12月26日 | 犬山市           |

## 記念物
| 種別 | 名称         | 指定年月日                 | 所有者又は管理者 |
| ---- | ------------ | -------------------------- | ---------------- |
| 史跡 | 敬道館跡     | 1966年（昭和41年）5月1日   |                  |
| 史跡 | 絵工道平の墓 | 1966年（昭和41年）5月1日   | 輝東寺           |
| 史跡 | 田中天神跡   | 1979年（昭和54年）12月25日 | 犬山市           |
| 史跡 | 木ノ下城跡   | 1979年（昭和54年）12月25日 | 愛宕神社         |